# TEN·豪快者
TEN·豪快者 是2021年11月12日上映的錄影帶首映故事作品，同時也是《海賊戰隊豪快者》的十週年紀念特別篇。

## 本作特色
- 本作為《海賊戰隊豪快者》十週年紀念作兼歸來篇，時間點為《海賊戰隊豪快者》本篇最終話的十年後。
- 本作繼《忍風戰隊破裏劍者 10 YEARS AFTER》《特搜戰隊刑事連者 10 YEARS AFTER》及《炎神戰隊轟音者 10 YEARS GRANDPRIX》後，為第四部《超級戰隊系列》十週年紀念作品。

## 故事概要
曾经继承了歷代超级戰隊力量的第35代戰隊－－《海賊戰隊豪快者》，为了尋求「宇宙最大的寶藏」而来到地球，從殘酷至極的宇宙帝國殘虐的侵略中，守護了這個星球。並相信，這個星球有值得守護的價值－－。
從那之後，過了十年，地球上不分世代開始流行一種叫做「超級戰隊賭博競賽」的官方賭博活動。曾經的超级英雄們都成为這次賭博競賽中的主角，而收益則會用在維護超級戰隊的裝備等方面。歷代超級英雄們也對活動目的表示理解並願意協助此計畫。
但是唯有一支，營運方聯絡不上的超級戰隊，已經「解散」的他們，目前各自行動。其中，那位船長·馬貝拉斯此時出現在地球上，並且向營運方宣戰。而阻擋在馬貝拉斯面前的，是贊同「超級戰隊賭博競賽」目的的伊狩鎧。
隨著時間經過而改變的，是地球人嗎，又或者是豪快者?而喬、露卡、博士、愛姆，在這個事態下又會如何行動！？
十年過去，一場不得了的大戰即將開幕...!

## 故事背景＆用語
- 超級戰隊賭博競技賽（スーパー戦隊ダービーコロッセオ，Super Sentai Derby Colosseo）

於地球舉辦的公營賭博賽事，投注資格不限，人人都可以參與，針對自己喜愛的戰隊英雄下注金額；競技場內則透過改造巴斯可的喇叭來招喚戰隊英雄上場比賽，也會有設定特別主題的對戰，例如忍者對戰、陸海空特別對戰、速度特別對戰等等。國防部聲稱此項競賽的80%收入會用在維護超級英雄的裝備等相關方面。
- 賭徒海賊團

偽裝成侵略對象星球的居民，隱藏身分侵略了許多星球的海賊團在與馬貝拉斯的對戰中得知了超級戰隊這樣的力量，因此偽裝成人類來到地球妄圖奪取這份力量。

## 登場人物

### 《海賊戰隊豪快者》登場人物
船長·馬貝拉斯（小澤亮太飾／台灣CV：張騰）
豪快紅的變身者。
過去與賭徒海賊團進行戰鬥，但在敵人詭異的能力下敗北，不但左眼負傷，連帶豪快戰艦也遭擊沉，為了抓住賭徒海賊團的尾巴回到了地球，看到的卻是醜陋的商業行為，超級戰隊賭博競賽，馬貝拉斯也決定參加，等待著他的卻是難以置信的對手...
喬·基布肯（山田裕貴飾／台灣CV：孟慶府）
豪快藍的變身者。
得知豪快戰艦遭擊沉後趕去見最後一面，隨後也回到了地球，看到的卻是陷入危機的昔日戰友...
露卡·米爾菲（市道真央飾／台灣CV：林沛苓）
豪快黃的變身者。
脫離了豪快海賊團，單獨行動的露卡，自稱"孤傲的宇宙海賊"，她盯上的目標卻是昔日的船長...?
東·多格伊亞（博士）（清水一希飾／台灣CV：江志倫）
豪快綠的變身者。
久違的回到了地球，發現連路上的小孩都人手一本"超級戰隊大圖鑑"以及"超級戰隊賭博競賽"，雖然窮到把豪快鑰匙賣了換錢，卻在國防部官員的慫恿下迷上賭博遊戲...?
艾姆·德·法蜜由（小池唯飾／台灣CV：薛晴）
豪快粉的變身者。
在開頭到了「寶石之國克里斯塔利亞」去見了克里斯塔利亞 寶路，似乎有什麼打算...?
伊狩鎧（いかり·がい）（池田純矢飾／台灣CV：馬國堯）
豪快銀的變身者。
為了守護得來不易的和平，接受了國防部的提議，將超級戰隊所有成員的戰隊鑰匙收集起來由國防部統一管理，並透過巴斯可的喇叭成功完成了一套可以簡單呼叫戰隊成員的系統，聽信國防部推動的"超級戰隊賭博競賽"中的80%收入會用在維護地球和平上的說辭，並巧遇回到地球的博士，卻聽到了豪快戰艦已沉沒，博士也與各成員失去聯繫的消息...?
納比（CV：田村由香里／台灣CV：林沛苓）
鳥型導航機械人，也是豪快者的寵物。
擔任炒作"超級戰隊賭博競賽"下注氣氛的工作。

### 《魔進戰隊煌輝者》登場人物
克里斯塔利亞寶路（莊司浩平飾／台灣CV：孟慶府）

### 《烈車戰隊特急者》登場人物[2]
夏目美绪（石井薰子飾／台灣CV：薛晴）
泉神樂（清水羅羅飾／台灣CV：林沛苓）

### 本作登場人物
松本寬也（まつもと·ひろや）（松本寬也飾／台灣CV：賴緯）
以超級戰隊親善大使的身分參與超級戰隊賭博競賽的解說工作
在見到Beet busters與魔法黃兩隻戰隊成員同時被擊敗時，落下眼淚。
益子田昭郎（ますこだ·あきろう）（細貝圭飾／台灣CV：賈文安）
負責超級戰隊賭博競賽的實況工作，名字被松本寬也拿來玩巴斯克的梗。
丹羽野將年（川野快晴飾／台灣CV：賴緯）
十年前(第二話)當馬貝拉斯等人剛登陸地球尋找黑衣人時，從馬貝拉斯手中偷走真劍者鑰匙的少年成長後的姿態，同時是建構起透過改造巴斯可留下的喇叭使戰隊鑰匙實體化機制的年輕科學家。了解到真相後，陷入迷惘與自責；當年被馬貝拉斯提問關於地球值得守護的價值在哪，回答"無所不在，是海賊的話，自己去找阿"，如今這個問答的對象卻反過來，而馬貝拉斯也以十年前他的回答開導他。
服部博人（松原剛志飾／台灣CV：賈文安）
國防大臣的親信，實際上是巴庫多海賊團首領巴德利的偽裝身份。
巴德利
巴庫多海賊團首領，得知地球上有著超級戰隊這樣的力量，潛入地球打算得到這份力量侵略宇宙。
綾小路鳳佳（坂田梨香子飾／台灣CV：薛晴）
國防大臣的親信，實際上是巴庫多海賊團幹部蕾姆的偽裝身份。
蕾姆
巴庫多海賊團幹部，擁有產生障壁的特殊能力。
堀内禮圖（吉田メタル飾／台灣CV：孟慶府）
國防大臣的親信，實際上是巴庫多海賊團幹部阿格達羅斯的偽裝身份。
阿格達羅斯
巴庫多海賊團幹部
國防大臣（山崎潤飾／台灣CV：張騰）
裁判（关智一饰／台灣CV：孟慶府）
超级战队竞技赛的裁判。
「咖啡廳サファリ」店主 (加藤パーチク飾)
豪快者六人在戰後去吃咖哩的店長，前任的店長目前經營者過去豪快者曾造訪的「スナックサファリ」「スナックニューサファリ」等兩家店。

## 戰力
- CROSS ARMOR MODE（クロスアーマーモード，Cross Armor mode）

豪快者成員使用豪快帆船鑰匙後所變身的強化型態。
- GALLEON ARMOR MODE（ガレオンアーマーモード，Galleon Armor mode）

豪快紅使用其他成員的強化型態的全附武裝。

## 相關設定和道具

### 相關道具
- 豪快帆船鑰匙（ゴーカイガレオンキー） [9]

本作中登場的變身道具，豪快帆船造型的戰隊鑰匙，將該戰隊鑰匙插入海賊變身手機上的鑰匙孔能讓豪快者成員變成「CROSS ARMOR MODE」所屬的強化型態
再度將該戰隊鑰匙中間的旗幟鑰匙孔並旋轉該鑰匙就會變形成雙倍海賊的標誌讓豪快紅獲得使用其他成員的強化型態的全附武裝「GALLEON ARMOR MODE」。
該戰隊鑰匙也是作為「豪快帆船」的巨大力量。
於《爆上戰隊BoonBoomger》爆上43中由豪快藍使用該戰隊鑰匙將豪快帆船機組與ByunByun Macher Robo結合成「ByunByun Macher Robo Gokai Custom」。

## 音樂
- 『 スーパー戦隊ヒーローゲッター〜テン・ゴーカイジャーver.〜 』（ 超級戰隊HERO Getter 〜TEN·GOKAIGER ver.〜 ）

作詞：藤林聖子、荒川稔久
作曲、編曲：大石憲一郎
演唱：Project.R
備註： 此曲為本作的主題曲，也是繼「スーパー戦隊 ヒーローゲッター2016 」（超級戰隊HERO Getter 2016）後的全新版本《超級戰隊HERO Getter》，歌詞方面則是將《動物戰隊獸王者》之後的超級戰隊系列作（《宇宙戰隊九連者》、《快盜戰隊魯邦連者VS警察戰隊巡邏連者》、《騎士龍戰隊龍裝者》、《魔進戰隊煌輝者》、《機界戰隊全開者》）也都收錄其中。

## 製作人員
- 原作 - 八手三郎
- 劇本 - 荒川稔久
- 導演 - 中澤祥次郎

## 外部連結
- TEN·GOKAIGER 官方網站 （页面存档备份，存于）